# Collège La Loge des Bois
Le collège La Loge des Bois, situé à Senonches, dans le département français d'Eure-et-Loir, est un collège membre du réseau des écoles associées de l'UNESCO.

## Histoire
Le relais de chasse de La Loge est situé dans la forêt domaniale de Senonches qui, avec ses 4 287 hectares, est la plus grande du département et l’une des plus importantes de France. Ce massif forestier est probablement le reste de la grande forêt des Carnutes. Le relais de chasse est un édifice construit au début du XIXe siècle. Il a été acquis par la commune qui l’a transformé en collège au milieu des années 1940.

## Architecture
Cette construction élégante présente un rez-de-chaussée et un étage recouverts d'un toit de tuiles à deux pans centré par un fronton triangulaire.
S'y ajoutent deux autres constructions, Pic'assiette et le bâtiment Poucin.
La loge abrite les services administratifs, le bâtiment Poucin renferme l'ensemble des salles de cours et activités pédagogiques ; Pic'assiette assure la restauration.

## Spécificité du collège La Loge des Bois
Le collège La Loge des Bois, inscrit depuis octobre 2007 dans le réseau des écoles associées de l'UNESCO, développe un programme de sensibilisation au développement durable sur tous les niveaux de classe. Il propose deux classes à option (en 5e et 4e) et participe régulièrement au concours des Trophées du développement durable organisé par le conseil général d'Eure-et-Loir.
Il a également créé, grâce au concours des élèves de 4e et des enseignants, un blog des métiers reconnu comme un outil pédagogique de qualité valorisant l'utilisation des technologies de l'information et de la communication pour l'éducation dans la pratique scolaire.
Le collège La Loge des Bois est l'un des premiers établissements de l'académie d'Orléans-Tours à proposer aux élèves bilangues (allemand anglais LV1), à partir de la 4e, la possibilité d'étudier une troisième langue (espagnol).
Les activités du collège visent à sensibiliser les élèves à l'éducation à la citoyenneté et à la paix, en accord avec la charte du Réseau.